# تعابير شعورية
التعابير الشعورية (بالإنجليزية: Emotional expressions)‏ في علم النفس هي تلك التعابير التي يظهرها الناس حين يتحدثون بسلوكيات لفظية وغير لفظية بطريقة قابلة للملاحظة، ويمكنها أن تنقل الشعور الداخلي أو الحالة الوجدانية. ومن الأمثلة على التعابير الشعورية، حركات الوجه مثل الابتسام أو العبوس، أو بعض السلوكيات مثل البكاء أو الضحك أو الغضب أو الحزن أو السعادة أو الشكر. يمكن أن تحدث التعابير الشعورية بوجود أو دون وجود الوعي الذاتي. من المفترض أن يكون عند الأفراد تحكم واعٍ بتعابيرهم الشعورية، لكنهم لا يحتاجون إلى إدراك واعٍ لحالتهم الشعورية أو الوجدانية من أجل التعبير عن مشاعرهم.
على مدى القرنين الماضيين، اقترح الباحثون نماذج مختلقة ومتنافسة غالبًا، تشرح المشاعر والتعابير الشعورية، وتعود جميعها إلى العالِم تشارلز داروين. ومع ذلك، يتفق جميع أصحاب النظريات عن الشعور على أن جميع البشر الطبيعيين بأعمالهم وأنشطتهم يواجهون مشاعرهم ويعبرون عنها بأصواتهم ووجوههم وأجسادهم. ويتشكل التعبير من المشاعر الرومانسية بواسطة عوامل ثقافية واجتماعية.
تشير الأدلة إلى أن الشركاء المثليين لديهم القدرة على التعبير عن مشاعرهم بمستوى أكبر من الشركاء المغايرين جنسيًا. يمكن للقدرة العالية على التعبير أن تكون مفيدةً في حل المشكلات والنزاعات الحاصلة في العلاقة بين الشريكين بطريقة بنّاءة.

## نماذج المشاعر
توجد العديد من النظريات المختلفة حول طبيعة المشاعر وطريقة تمثيلها في الجسم والدماغ. ربما يكون أحد أبرز العناصر التي تميز بين نظريات المشاعر هي اختلاف وجهات النظر حول التعبير عن هذه المشاعر. تعتبر بعض النظريات أن المشاعر هي أمور أساسية وثابتة بيولوجيًا بين الناس والثقافات، ويُطلق غالبًا على هذه النظريات منظورات «المشاعر الأساسية»، لأنها ترى أن الشعور أساسه بيولوجي. ومن هذا المنظور، تُعد تعابير الفرد الشعورية كافية لتحديد حالته الشعورية الداخلية. فإذا كان الشخص يبتسم فهو سعيد، وإذا كان يبكي فهو حزين. كل شعور له نمط ثابت ونوعي من التعابير والردود، ويُعبر عن هذا النمط فقط من خلال ذلك الشعور وليس من خلال المشاعر الأخرى. تُعد التعابير الشعورية الوجهية على وجه الخصوص منبهات ملحوظة تنقل الإشارات غير اللفظية المهمة إلى الآخرين. ولهذا تُعد التعابير الشعورية أفضل الدلائل المباشرة على المواقف والرغبات العاطفية والوجدانية.
توجد أدلة متزايدة على أن مناطق الدماغ التي تُشارك عمومًا في معالجة المعلومات الشعورية تنشط أيضًا أثناء معالجة المشاعر الوجهية. تعتبر بعض النظريات أن التعبير عن المشاعر أمر مرن، وأن هناك مكونًا معرفيًا للشعور. تُفسر هذه النظريات المرونة في المشاعر من خلال اقتراح بأن يُجري الناس تقييمًا للمواقف والحالات، واعتمادًا على نتيجة تقييمهم، تُحرض المشاعر المختلفة والتعابير المتشابهة معها والموافقة لها. يمكن أن يختلف الميل إلى تقييم حالات معينة كشعور أو غيره بحسب الشخص وثقافته. ومع ذلك، ما زالت نماذج التقييم تؤكد وجود ردود واستجابات محددة ونوعية لكل المشاعر التي يشعر بها الناس. وتقترح نظريات أخرى أن المشاعر تُبنى على أساس الشخص وحالته وثقافته وخبراته السابقة، وأنه لا توجد استجابات شعورية مُحضّرة مسبقًا وملائمة ونوعية لشعور محدد أو لآخر.

### النموذج الأساسي
يجد النموذج الأساسي للمشاعر جذوره في كتاب تشارلز داروين «التعبير عن المشاعر عند الإنسان والحيوانات». ادعى داروين أن التعبير عن المشاعر يأتي بمشاركة عدة مجموعات: مثل التعابير الوجهية والاستجابات السلوكية والاستجابات الجسدية، التي تتضمن التغيرات الفيزيولوجية والوضعية والصوتية. والأمر الأهم من ذلك، هو أن داروين ادعى أيضًا أن التعابير الشعورية كانت متناسقة مع نظريته عن التطور، وبالتالي فإن التعبير عن المشاعر شيء عالمي وشامل، وبناءً على هذا يجب التعبير عنه بشكل مماثل بين الأعراق والثقافات، وهذا ما يعرف بالفرضية الشمولية. وأخيرًا تُبدي الرئيسيات والحيوانات طلائع أو صفات مشتركة من الحركات العضلية للتعابير الوجهية عند البشر.
توسع العديد من الباحثين في نظريات داروين الأساسية عن التعابير الشعورية. كان بول إيكمان وكارول إيزارد وزملاؤهما من علماء النفس الآخرين أول من اختبر نظرية داروين، ووجدوا من خلال اختباراتهم التجريبية عبر الثقافات أن هنالك عددًا من المشاعر الأساسية المعروفة عالميًا. أشارت الدراسات اللاحقة إلى أن التعابير الوجهية تكون فريدة لكل شعور وخاصة به، وهي عبارة عن إشارات تنقل معلومات عن الحالة الداخلية للشخص، وتُستخدم لتنسيق التآثرات والتفاعلات الاجتماعية. على العموم، يفترض منظور الشعور الأساسي أن المشاعر هي أحداث فريدة تحدث نتيجة لآليات خاصة، ويوجد لكل شعور دارة دماغية نوعية خاصة به. بالإضافة إلى ذلك، يوجد للتعبير عن كل شعور استجابة خاصة به وتظاهرات في كل من الوجه والصوت والجسم.
درس إيكمان منظور الشعور الأساسي من أجل إنشاء نظام ترميز الأفعال الوجهية (إف إيه سي إس) ونظام المشاعر الحسية الواعية للتعبير الوجهي (إف إيه سي إي). نظام إف إيه سي إس، هو قاعدة بيانات لتعابير الوجه المجمعة، إذ تُوصف كل حركة وجهية واحدة كوحدة عمل (إيه يو). يشرح نظام إف إيه سي إي كيفية ملاحظة المشاعر في وجوه الآخرين. وهو يتألف من أداة تدريبية للتعابير الصغيرة (إم إي تي تي) تدرب الأفراد على إزالة الغموض بين التعابير الشعورية من خلال التعرف على تعابير الوجه البارزة والمميزة والتي ينفرد بها كل شعور. يدرّب الجزء الثاني من هذا البرنامج التدريبي الأفراد على قراءة التعابير الصغيرة، فالوجه يُحرض المشاعر بسرعة كبيرة ويحث الفرد على إظهار هذه المشاعر. أما أداة التدريب على التعبير الدقيق (إس إي تي تي)، فتدرّب الأفراد على أن يكونوا قادرين على التعرف على التغيرات الدقيقة في تعابير الشخص الوجهية الناجمة عن حدوث تغيرات طفيفة في تعابيرهم الشعورية. يمكن أن تحدث هذه التعابير الدقيقة في بداية تغيير المشاعر أو عندما يكتم الشخص مشاعره بقوة.

### نموذج التقييم
توضح نماذج تقييم المشاعر أن المشاعر تنجم عن حالات عقلية فريدة من حيث الشكل والوظيفة. تتشابه نماذج التقييم مع النموذج الأساسي للمشاعر، وكلا المنظورين يعتبران أنه بمجرد بدء المشاعر وإثارتها ستُحدد التعابير الشعورية بيولوجيًا وستظهر في شعور واحد فقط في كل مرة يُعبر فيها عن المشاعر. الفرق الرئيس بين النموذج الأساسي للمشاعر ونماذج التقييم هو أن الأخيرة تفترض وجود سوابق معرفية تُحدد المشاعر التي تُثار وتُحرّض. وتعتبر نظريات التقييم التقليدية أن التقييمات شاملة، وتشبه مجموعة من أجهزة التحويل التي يمكن تشغيلها بواسطة محرضات بيولوجية وبيئية.
عندما يُجري أحد الأشخاص تقييمًا محددًا، سيتفاعل الفرد باستجابة شعورية مناسبة قد تتضمن تعبيرًا شعوريًا خارجيًا. تُفسر نماذج التقييم الأحدث الاختلاف في التعابير الشعورية عن طريق الإيحاء بأن التقييمات المعرفية تشبه كثيرًا المواضيع التي يمكن تحريضها بواسطة عدد من الحالات والأفعال المختلفة. تنشأ التعابير الشعورية من هذه التقييمات، والتي تصف أساسًا سياق الحالة. طور أحد نماذج التقييم قانون المضمون الحالي (أي يتعلق بحالة معينة)، والذي ينص على أن العواطف تميل إلى أن تُثار بواسطة أنواع معينة من الأحداث. فعلى سبيل المثال، يظهر الحزن بسبب خسارة شخص ما، وفي هذه الحالة سيكون التقييم هو الخسارة الشخصية، ويمكن للشخص أن يعبر عن حزنه من خلال التعابير الشعورية.